# Chaquen

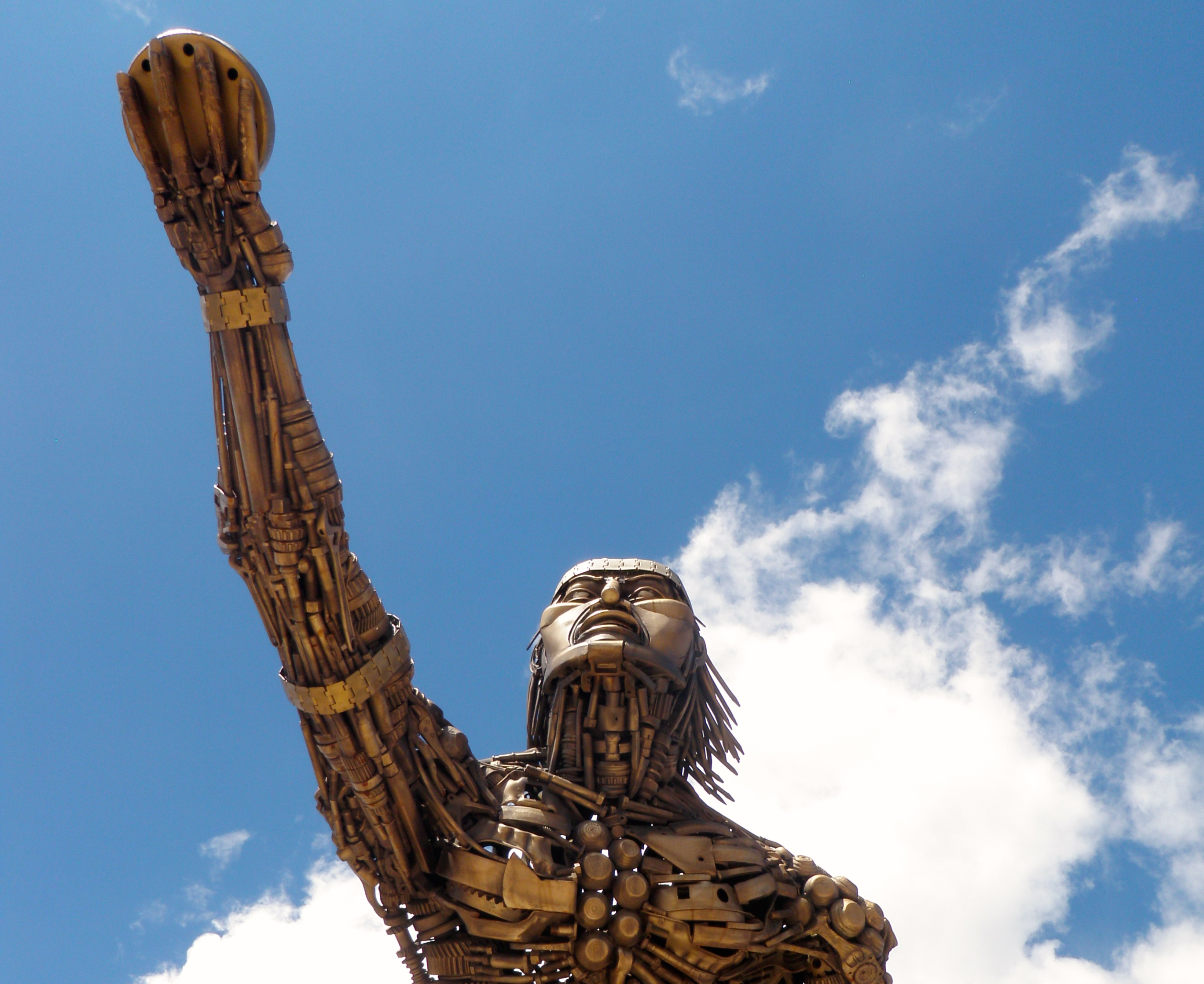
Estatua de Chaquen.

Chaquen es una deidad precolombina en la mitología muisca de los Chibchas, que tendría a su cargo la organización de los poblados (Urbanismo) como Hunza - Tunja y los linderos de las sementeras y los puestos en las procesiones y fiestas y de los corredores. Igualmente se le indica como un dios encargado de castigar a los fugitivos que están escapando del delito de adulterio, como según cuenta la leyenda de Tintoa y Sunuba.
- Datos: Q5764705